# Kościół św. Wawrzyńca w Kutnie
Kościół Świętego Wawrzyńca – rzymskokatolicki kościół parafialny należący do dekanatu Kutno-św. Wawrzyńca diecezji łowickiej.

## Historia i architektura
Obecna trójnawowa neogotycka świątynia została wzniesiona w latach 1883–1886 została konsekrowana przez biskupa Kazimierza Ruszkiewicza, zaprojektował ją architekt Konstanty Wojciechowski. W kościele znajduje się siedem ołtarzy, w ołtarzu głównym jest umieszczony wizerunek Pana Jezusa Ukrzyżowanego. Fasada budowli jest flankowana dwiema wieżami.
Budowla jest najwyższą świątynią rzymskokatolicką w Kutnie. Reprezentuje typ kościoła bazylikowego. W zewnętrznej ścianie prezbiterium jest umieszczone renesansowe epitafium plebana kutnowskiego Stanisława Suchodolskiego zmarłego w 1536 roku, które było umieszczone dawniej w starszym kościele z XV wieku, rozebranym w 1883 roku.
Organy wybudował Jan Szymański w 1896 roku. Ich ostatni remont został przeprowadzony w 2012 r. przez firmę Andrzeja Sutowicza. 

## Galeria

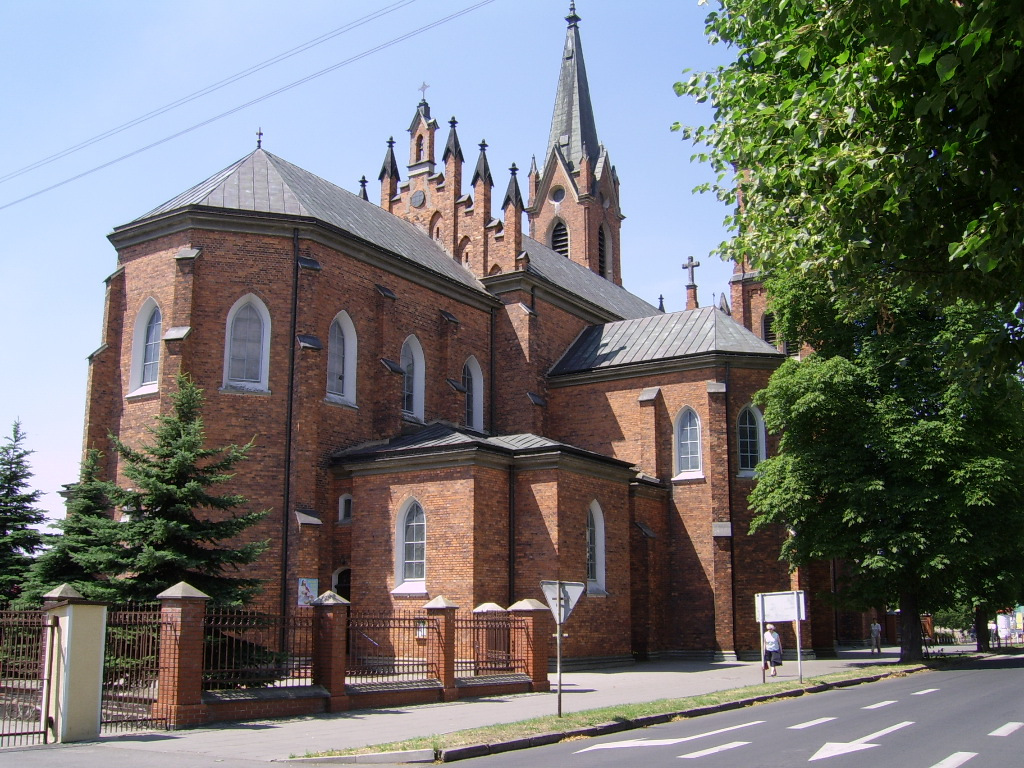
Widok od tyłu
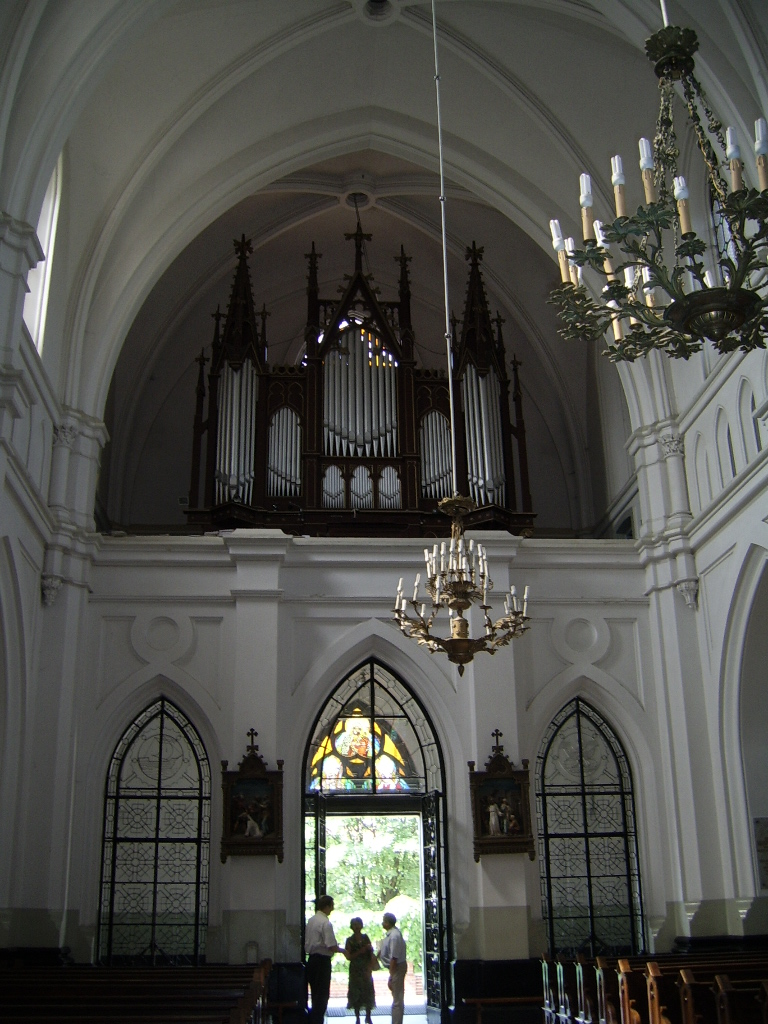
Organy
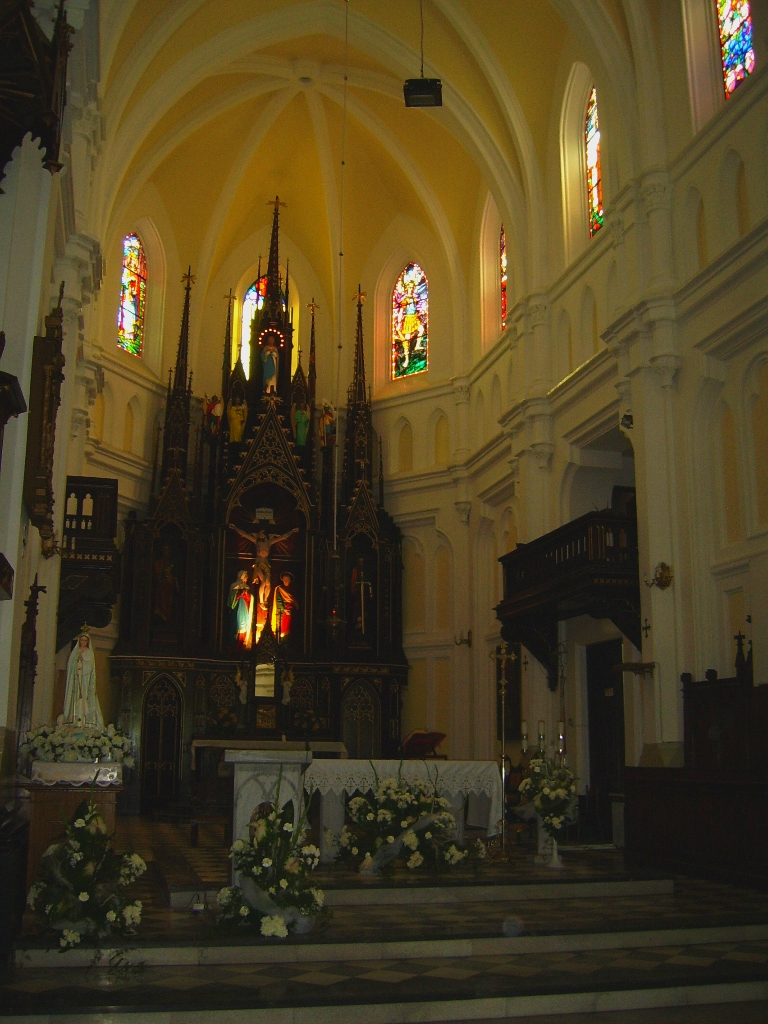
Ołtarz główny
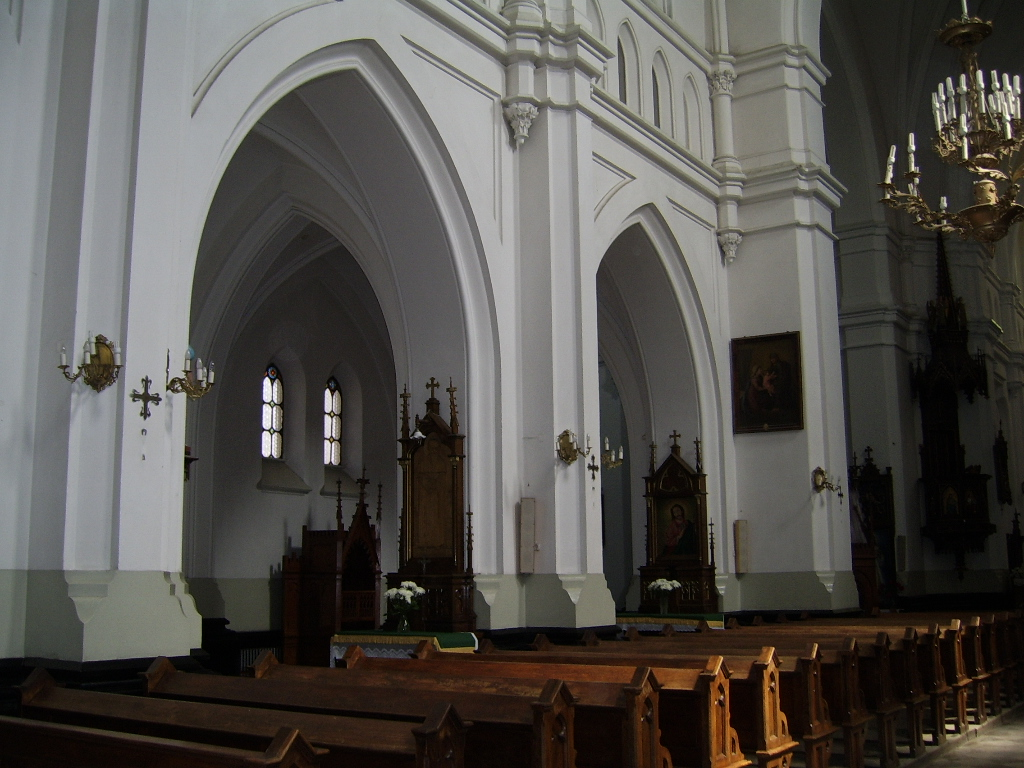
Nawa boczna
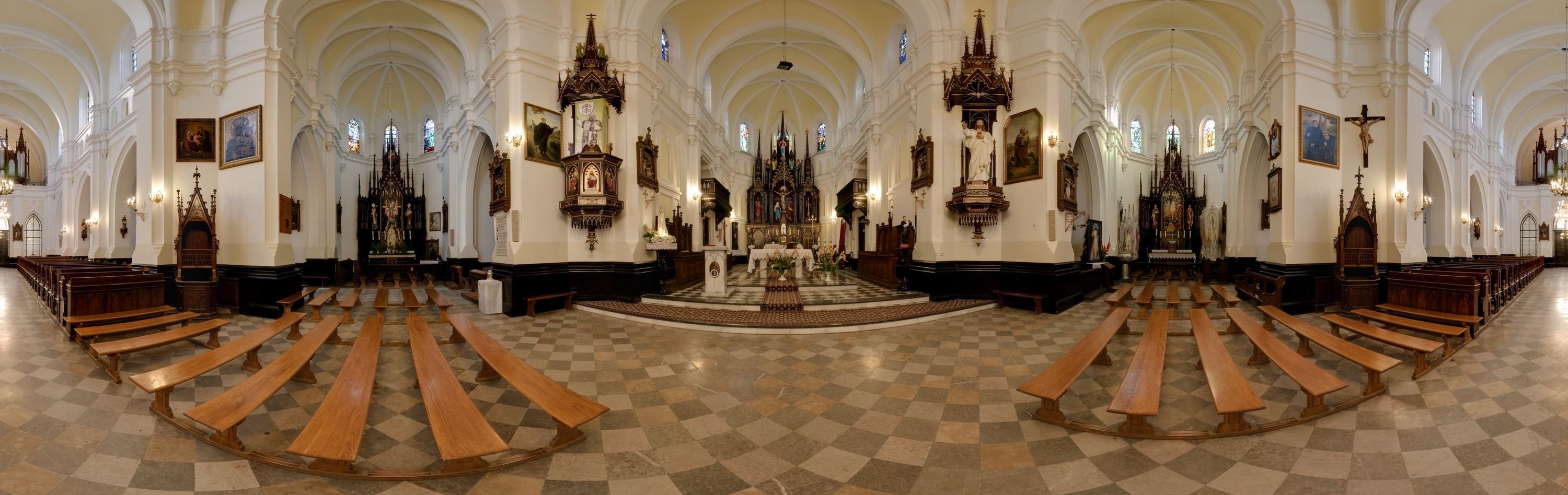
Panorama wnętrza
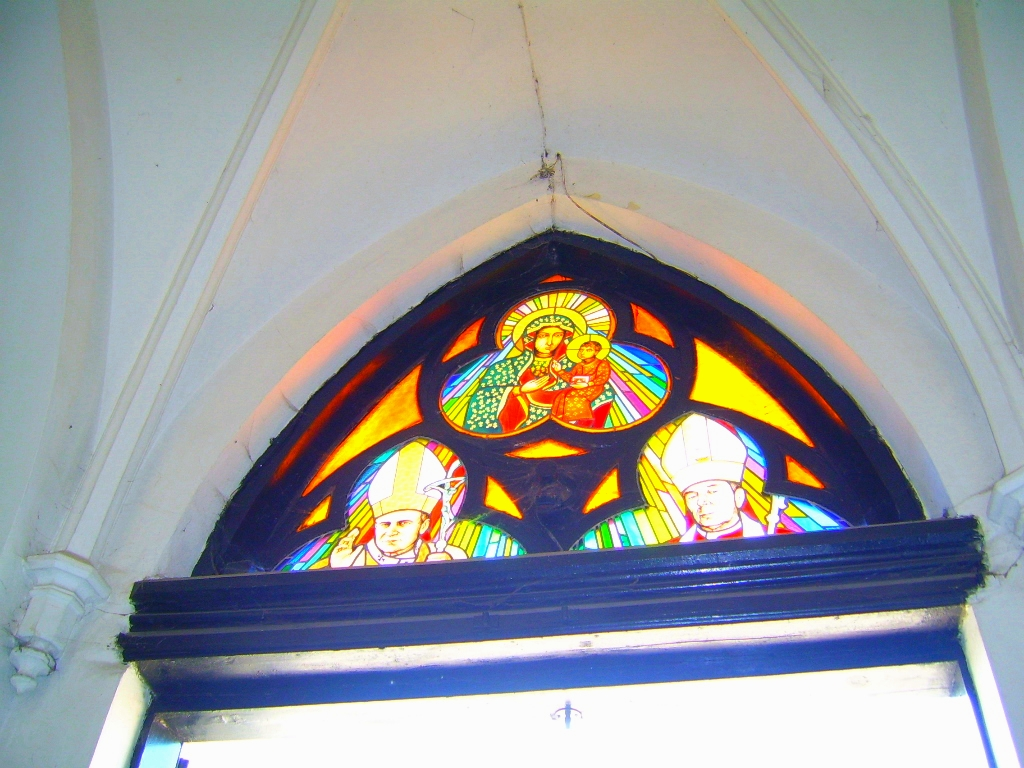
Witraż nad wejściem